# Frank Glaw
Frank Rainer Glaw (Düsseldorf, 22 marzo 1966) è un erpetologo tedesco.
Laureatosi in biologia presso l'Università di Colonia nel 1987, ha proseguito gli studi all'Università di Bonn dove ha conseguito il dottorato di ricerca nel 1999.
Dal 1997 è curatore del Museo zoologico di Monaco di Baviera.
Specialista dell'erpetofauna del Madagascar, ha descritto oltre un centinaio di nuove specie di rettili e anfibi dell'isola, spesso in collaborazione con Miguel Vences e con l'italiano Franco Andreone.

## Opere
- Frank Glaw, Miguel Vences, A Field Guide to the Amphibians and Reptiles of Madagascar (3rd ed.), Köln, Vences & Glaw, 2007, ISBN 978-3-929449-03-7.
- Publications of Frank Glaw, su zsm.mwn.de. URL consultato il 28 febbraio 2012 (archiviato dall'url originale il 5 marzo 2012).